# 杉塘停留場
杉塘停留場（すぎどもていりゅうじょう）は熊本県熊本市中央区段山本町および西区上熊本二丁目にある熊本市交通局（熊本市電）の電停。停留所番号はB4。B系統が停車する。

## 利用可能な路線
熊本市交通局
- 上熊本線 - ■B系統

## 歴史

### 年表
- 1939年（昭和14年）8月28日：開業。
- 1943年（昭和18年）12月28日：廃止。
- 1962年（昭和37年）以前：再び開業。
- 2024年（令和6年）1月-3月：上屋の設置工事[1]。
- 2025年（令和7年）8月11日：熊本県内を襲った集中豪雨のため井芹川が氾濫[2]、膝付近の高さまで線路及び道路が冠水[3]。

### 停留場名の由来
- 周辺の地名にちなむ。停留場西方を流れる井芹川にスギの植えられた堤防があったことから。

## 停留場構造
相対式2面2線であるが、上熊本電停方面と健軍町電停方面の停留所は離れている。
電停には信号機のない横断歩道を渡ってアクセスする。
| のりば | 路線               | 方向 | 行先                                   | 備考                                   |
| ------ | ------------------ | ---- | -------------------------------------- | -------------------------------------- |
| 西側   | ■B系統（上熊本線） | 上り | 本妙寺入口・上熊本方面                 |                                        |
| 東側   | ■B系統（上熊本線） | 下り | 辛島町・通町筋・水前寺公園・健軍町方面 | 熊本駅前方面は辛島町で■A系統に乗り換え |

## 利用状況
| 1日乗降人員推移 | 1日乗降人員推移 |
| 年度            | 1日平均人数     |
| --------------- | --------------- |
| 2011年          | 152             |
| 2012年          | 145             |
| 2013年          | 150             |
| 2014年          | 158             |
| 2015年          | 172             |

## 停留場周辺
- 熊本城公園
  - 熊本市立熊本博物館
  - 熊本県立美術館本館

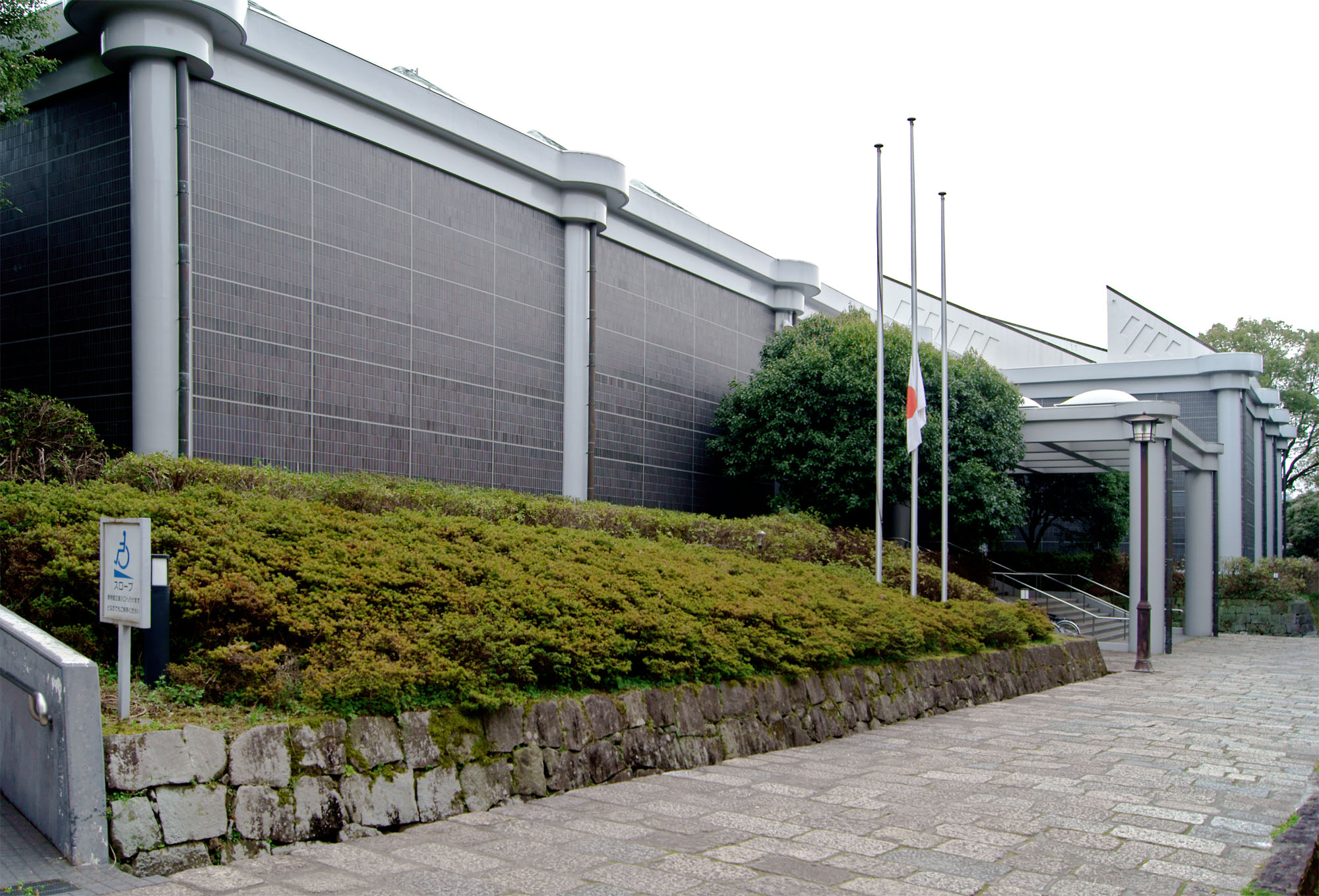
熊本市立熊本博物館

  - 藤崎台県営野球場 - 最寄りの停留所は蔚山町停留場
  - 旧細川刑部邸
- 玉泉院上熊本会館（斎場）
- 城の湯
- 熊本日産自動車 本社
  - ルノー 熊本販売
- トヨタエルアンドエフ熊本本社
- レイメイ藤井熊本本店

## バス路線
- 当停留場から最寄りのバス停留所は杉塘バス停である。

| 系統                             | 運行業者                         | 行先                                                                         | 備考                             |
| 桜町BT方面・熊本駅、大学病院方面 | 桜町BT方面・熊本駅、大学病院方面 | 桜町BT方面・熊本駅、大学病院方面                                             | 桜町BT方面・熊本駅、大学病院方面 |
| -------------------------------- | -------------------------------- | ---------------------------------------------------------------------------- | -------------------------------- |
| O2-0                             | 都市バス                         | 第一環状線<内回り>（熊本駅前・大学病院前・熊本整形外科病院前・大江渡鹿方面） | 一部「熊本駅」止め便あり。       |
| U1-1                             | 都市バス                         | 桜町BT（段山（市立博物館入口）・国立病院前経由）                             | 平日日中2便のみ。                |
| U2-1・U2-2・U3-1                 | 産交バス                         | 桜町BT（新町経由）                                                           |                                  |
| 本妙寺電停前、上熊本駅方面       |                                  |                                                                              |                                  |
| O2-0                             | 都市バス                         | 第一環状線<外回り>（上熊本駅前・京町本丁・浄行寺町・子飼橋方面）             |                                  |
| U1-1                             | 都市バス                         | 上熊本営業所（上熊本駅前経由）                                               | 平日日中2便のみ                  |
| U2-1                             | 産交バス                         | 植木駐車場（上熊本駅・和泉・万楽寺・菱形小学校入口・植木・北区役所前経由）   |                                  |
| U2-2                             | 産交バス                         | 万楽寺（上熊本駅・西里駅前経由）                                             |                                  |
| U3-1                             | 産交バス                         | 河内温泉（本妙寺・峠の茶屋・岩戸観音入口・河内中学校前経由）                 |                                  |

## 隣の停留場
熊本市交通局
■B系統（上熊本線）
本妙寺入口電停 (B3) - 杉塘電停 (B4) - 段山町電停 (B5)